# العلاقات الكورية الجنوبية الكيريباتية
العلاقات الكورية الجنوبية الكيريباتية هي العلاقات الثنائية التي تجمع بين كوريا الجنوبية وكيريباتي.

## مقارنة بين البلدين
هذه مقارنة عامة ومرجعية للدولتين:
| وجه المقارنة                                              | كوريا الجنوبية                                                          | كيريباتي                        |
| --------------------------------------------------------- | ----------------------------------------------------------------------- | ------------------------------- |
| المساحة (كم2)                                             | 100.30 ألف                                                              | 811                             |
| عدد السكان (نسمة)                                         | 51.47 مليون                                                             | 116.40 ألف                      |
| الكثافة السكانية (ن./كم²)                                 | 513.16                                                                  | 14.35 ألف                       |
| العاصمة                                                   | سول                                                                     | جنوب تاراوا                     |
| اللغة الرسمية                                             | اللغة الكورية                                                           | لغة إنجليزية، اللغة الكيريباتية |
| العملة                                                    | وون كوري جنوبي                                                          | دولار كريباتي، دولار أسترالي    |
| الناتج المحلي الإجمالي (بليون دولار)                      | 1.53 تريليون                                                            | 196.15 مليون                    |
| الناتج المحلي الإجمالي (تعادل القوة الشرائية) بليون دولار | 1.75 تريليون                                                            | 224.26 مليون                    |
| الناتج المحلي الإجمالي الاسمي للفرد دولار أمريكي          | 27.22 ألف                                                               | 1.42 ألف                        |
| الناتج المحلي الإجمالي للفرد دولار أمريكي                 |                                                                         | 1.81 ألف                        |
| مؤشر التنمية البشرية                                      | 0.901                                                                   | 0.590                           |
| رمز المكالمات الدولي                                      | +82                                                                     | +686                            |
| رمز الإنترنت                                              | .kr                                                                     | .ki                             |
| المنطقة الزمنية                                           | توقيت كوريا الجنوبية، ت ع م+09:00، آسيا/سيول ‏، ت ع م+08:00، ت ع م+08:30 |                                 |

## منظمات دولية مشتركة
يشترك البلدان في عضوية مجموعة من المنظمات الدولية، منها:
| علم المنظمة | اسم المنظمة                   | تاريخ انضمام كوريا الجنوبية | تاريخ انضمام كيريباتي |
| ----------- | ----------------------------- | --------------------------- | --------------------- |
|             | مؤسسة التمويل الدولية         | 16 مارس 1964                | 2 أكتوبر 1986         |
|             | منظمة حظر الأسلحة الكيميائية  | ?                           | ?                     |
|             | يونسكو                        | 14 يونيو 1950               | 24 أكتوبر 1989        |
|             | الأمم المتحدة                 | 17 سبتمبر 1991              | 14 سبتمبر 1999        |
|             | البنك الدولي للإنشاء والتعمير | 26 أغسطس 1955               | 29 سبتمبر 1986        |
|             | الاتحاد البريدي العالمي       | ?                           | ?                     |
|             | مؤسسة التنمية الدولية         | 18 مايو 1961                | 2 أكتوبر 1986         |
|             | بنك التنمية الآسيوي           | 1966                        | 1974                  |

## وصلات خارجية
- موقع وزارة الخارجية الكورية الجنوبية